# メッツァーネゴ
メッツァーネゴ(イタリア語: Mezzanego)は、イタリア共和国リグーリア州ジェノヴァ県にある、人口約1,500人の基礎自治体（コムーネ）。

## 地理

### 位置・広がり

#### 隣接コムーネ
隣接するコムーネは以下の通り。括弧内のPRはパルマ県所属を示す。
- ボルツォナスカ
- カラスコ
- ネー
- サン・コロンバーノ・チェルテーノリ
- トルノロ (PR)

### 地震分類
イタリアの地震リスク階級 (it) では、3 に分類される
。

## 行政

### 分離集落
メッツァーネゴには、以下の分離集落（フラツィオーネ）がある。
- Borgonovo Ligure (Borgonêuvo リグリア語), Case Zatta, Corerallo, Isola di Borgonovo, Passo del Bocco, Pontegiacomo, Porciletto, Prati di Mezzanego (sede comunale), San Siro Foce, Semovigo, Vignolo